# Иньнянна

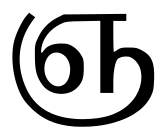
Иньнянна

Иньнянна (இஞ்ஞன்னா) или няхарамэй (ஞகர மெய்) ஞ — 17-я буква тамильского алфавита, обозначает палатальный носовой согласный (среднеязычный носовой). В зависимости от положения в слове обозначает звуки [ñ] [ɲ].
Уйирмэййелутты (сочетания с гласными): ஞ ,	ஞா , ஞி ,	ஞீ , ஞு , ஞூ ,	ஞெ , ஞே , ஞை , ஞொ , 	ஞோ , ஞௌ .
Обозначение в Юникоде — U+0B9E (tamil letter nya), HTML 16-чный — &#xB9E; HTML 10-чный — &#2974; .